# Uaragniaun
Uaragniaun è un gruppo di musica popolare italiano, proveniente dalla città di Altamura. Il nome è preso in prestito dalla località del "Castello di Garagnone" situato in territorio di Poggiorsini.

## Storia del gruppo
Il “progetto Uaragniaun” nasce dall'iniziativa di tre musicisti di Altamura: Maria Moramarco, Silvio Teot e Luigi Bolognese. Si propone di rivitalizzare, attraverso una lettura critica, i canti inediti della musica popolare pugliese e, in particolare della Murgia barese,materiali di ricerca sul campo di Maria Moramarco. Canti a distesa, tarantelle, canzoni d’amore, canti religiosi, tammurriate, canti di lavoro, balli e ritmi della grande musica popolare Meridionale trovano una nuova dimensione musicale in un mix che mette insieme tradizione e innovazione. Il gruppo che fa uso di strumenti tradizionali si è esibito in numerose rassegne di world music in Italia e all’estero, annoverando collaborazioni con artisti come Ambrogio Sparagna, Daniele Sepe, Riccardo Tesi, Balen Lopez de Munain, Joxan Goikoetxea, Rocco De Rosa, Piero Ricci, Otello Profazio, Pasquale Laino, Nello Giudice, Ermanno Olmi, Roberto La Nubile, Raffaele Nigro, Nico Berardi, Angelo Stano, Rocco Capri Chiumarulo, Carlo La Manna, Daniele di Bonaventura, Vincenzo Zitello, Milladoiro, Roberto Tombesi, Pasquale Frisenda, Saverio Indrio, Gianfranco Pannone, Francesco Savoretti, Marco Ambrosini, Davide Torrente, Eva-Maria Rusche, Angela Ambrosini, Pino Colonna, Alessandro Pipino, Adolfo La Volpe, Vincenzo Cipriani e Tullio De Piscopo. 

### Maria Moramarco

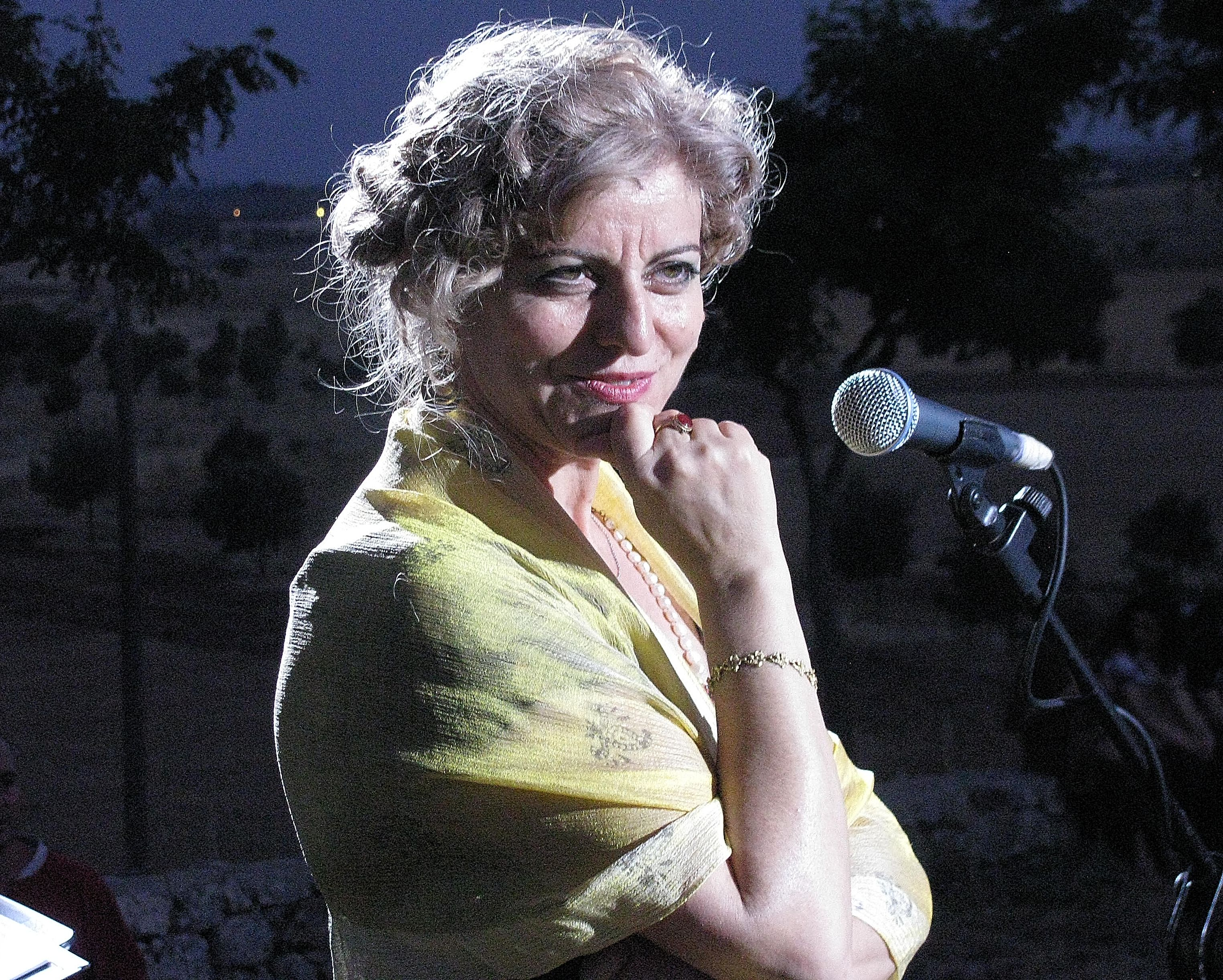
Maria Moramarco, 2013

Appartenente a una famiglia di “cantori”, nel 1976 con il gruppo Petilia (antico nome di Altamura) si occupava di ricerca e studio delle tradizioni popolari. Con Ferdinando Mirizzi, Salvatore Livrieri, Michele Lorusso, Saverio Giustino, Pasquale Sardone realizza ricerche di vario genere: catalogazione delle edicole sacre presenti sul territorio, seminari di approfondimenti e studio di aspetti particolari della civiltà contadina, realizzazione e messa in scena di “U’ trainirre”, atto unico del prof. Francesco Fiore. Nel 1977 con Livrieri e Lorusso fonda “Il Canzoniere Altamurano”, focalizzando la ricerca sul reperimento di materiale sonoro da utilizzare non solo per archiviazione ma anche per la riproposizione e la diffusione dei canti di tradizione in forma di spettacolo concerto. Nel 1978 in occasione di “Natale a Pisciulo”, un evento organizzato dal CARS e Archeoclub di Altamura nel villaggio cavernicolo incontra la giornalista Bianca Tragni con cui nasce una lunga e proficua collaborazione che si concretizza in una serie di trasmissioni radiofoniche della RAI regionale. Di particolare interesse le puntate dei “I “Canti della Murgia” a cura di B.Tragni con la regia di Raffaele Nigro. Con Nigro in seguito realizza anche una versione televisiva degli stessi canti presentati da Cristoforo Chiapperini. Alla RAI sede regionale, la direttrice Marilena Pizzirani favorisce l'incontro di Maria con Otello Profazio che sarà poi l'origine di una serie di concerti e di trasmissioni RAI anche su rete nazionale oltre che di un rapporto di stima e amicizia durato fino alla sua morte. “La penultima sagra dei cantastorie” proposta da Profazio in diverse località permette la collaborazione con cantastorie come Nonò Salomone, Franco Trincale, Franco Madau, Danilo Montenegro, Alfredo e Letizia Anelli.Collabora con la "Compagnia dell'Arco" e con il Teatro Abeliano per le musiche in scena del "Grassiere" di Raffaele Nigro regia di Vito Signorile.  Oltre che in tutti i dischi degli Uaragniaun, Maria è presente negli album Hata di Rocco Derosa, Innervision di Joxan Goikoetxea, Sende na riannette sunà di Massimiliano Morabito, Trase dei Sancto Ianne, Incontri e racconti dei Mantice, RE-Murgia di Antonio Dambrosio e Approdi del gruppo Terrae, "Storie di tarantelle di PUGLIA" docufilm di Sina Moser (2018)  Nel 2008 pubblica il libro "Paràule" in cui raccoglie gran parte dei testi recuperati nel suo percorso di ricerca, che hanno caratterizzato tutti i brani e le linee melodiche del repertorio Uaragniaun. La pubblicazione "Paraule" è stata curata da Sivio Teot e Luigi Bolognese, Piazza edizioni. Nel 2018, a nome di Maria Moramarco pubblica "Cillacilla" CD, Megasound e Suoni della Murgia. Nel 2022, sempre come Maria Moramarco, pubblica Stella Ariènte CD per l'etichetta VisAge Music, con la partecipazione di diversi musicisti. Nel 2023 Maria produce testi e musiche con Luigi Bolognese, Adolfo La Volpe,Carlo La Manna, Francesco Savoretti e Fabio Mina per il docufilm  "Il grano il cielo il filo spinato" regia di Gianfranco Pannone e Valerio Burli, prodotto da Suoni della Murgia, vincitore del bando Producer 2023 di Puglia Sounds. Nel 2025, con i musicisti Fabio Mina e Francesco Savoretti pubblica il CD Pietrafonie (etichetta VisAge Music). Attualmente collabora con diversi musicisti italiani e stranieri per la diffusione del canto di tradizione dell'Alta Murgia

### Silvio Teot
Negli anni Settanta fonda con Luigi Bolognese il gruppo di rock progressivo Murgia nel quale suona la batteria. Alterna poi l’impegno negli studi universitari con la passione musicale attraverso una vera e propria “militanza” con la radio libera Radio Murgia, occupandosi soprattutto di proporre programmi musicali di rock e fusion. Col tastierista Rocco Derosa si cimenta con la fusion nella formazione lucana Zona Zero già nota in Basilicata come Cianuro. Seguiranno anni da turnista sempre alla batteria. Negli anni Ottanta, dopo una parentesi col Piccolo Teatro di Potenza – nello spettacolo In nome di Dio e del popolo (scritto da Ninì Mastroberti per la regia di Mariano Paturzo – approda alla canzone d’autore collaborando col cantautore romano Edoardo De Angelis. L’incontro con De Angelis coincide con la sua prima esperienza in sala di registrazione. Infatti partecipa alla registrazione di un 45 giri del cantautore, con i brani Luci fuochi e stelle e Queste parole nel vento. Intanto decolla contemporaneamente il progetto Uaragniaun con Maria Moramarco e Luigi Bologese. La nuova dimensione musicale percorsa dagi Uaragniaun gli impongono di dedicarsi allo studio dei tamburelli tradizionali e delle percussioni del Mediterraneo. Intanto da tempo aveva cominciato a collezionare (oltre ai fumetti, una sua antica “patologia”) strumenti etnici provenienti da ogni angolo del mondo. Seguiranno altre collaborazioni. Tra le più rilevanti si segnala quella con il gruppo Il soffio dell’otre, costituito dal polistrumentista Nico Berardi: una sorta di “musica popolare da camera” che mette insieme strumenti di tradizione con strumenti classici. Dal 2016 collabora come percussionista con la formazione di musica medievale Libre Ensemble guidata dalla cantante Annunziata Loporcaro. Da giornalista-pubblicista dirige, dal 1986 al 2001, il periodico di cultura e informazione Piazza. Collabora con quotidiani e riviste nazionali e regionali scrivendo articoli di cronaca, inchieste, corsivi e disegnando vignette satiriche. È dal 2002 direttore responsabile della rivista storica Altamura, pubblicata dalla biblioteca A.B.M.C. Cura pubblicazioni e libri delle Edizioni Piazza, tra cui il documentario La Città di Federico, il CD di musica inedita di Saverio Mercadante Cori d’Opera e Arie da Camera. Inventa l’operazione discografica 1799-1999 Giacobini & Sanfedisti, un CD con classici e inediti brani ispirati alla Repubblica Partenopea. Appassionato di satira politica ha disegnato innumerevoli vignette satiriche per diverse riviste locali. Nel 2002 pubblica il libro Trent’anni suonati, saggio romanzo sull’esperienza del laboratorio Uaragniaun e sulla musica popolare del Sud Italia. Nel 2007, insieme a Luigi Bolognese, cura il libro Paràule di Maria Moramarco. Un lavoro che racchiude buona parte della ricerca di Maria e contiene i testi e gli spartiti dei brani pubblicati fino a quel momento dagli Uaragniaun. Tutti i dischi degli Uaragniaun sono da lui arrangiati e curati insieme a Luigi Bolognese. Partecipa al progetto discografico Hata di Rocco De Rosa suonando la tammorra nel brano Solo cenere. Nel 2007 partecipa al disco Innervision del fisarmonicista basco Joxan Goikoetxea. Nel 2010 pubblica il libro A furor di popolo, biografia del meridionalista Fabio Perinei. Negli corso degli anni si dedica allo studio di numerosi altri strumenti a percussione e diversi strumenti a fiato. Ha collaborato con Lucilla Galeazzi, Nando Citarella e il cantastorie Otello Profazio in specifici spettacoli costruiti per il Festival dello stornello di Copertino. Nel 2017 partecipa al disco Lurra, Ur, Haize del gruppo basco Alboka. Nel 2018 ha curato il libro che accompagna il CD degli Uaragniaun Perché sono marxista. Ha partecipato al disco Cillacilla, primo album da solista di Maria Moramarco. Nel 2020 ha partecipato all’album Approdi del gruppo Terrae.  Nel 2021 ha partecipato a Stella Ariènte, secondo album da solista di Maria Moramarco. Nel 2022 collabora all’album Pino Revisited di Paolo Maggi, un disco che reinterpreta la musica di Pino Daniele in chiave solo strumentale. Nel 2024 è produttore esecutivo dell'album Sounds From Mediterranean del chitarrista Francesco Moramarco (Edizioni Suoni della Murgia - SDM 0008). Nel 2025 pubblica il graphic novel Chitaridd, il bandito di Matera (Piazza Edizioni). Attualmente scrive per la rivista Awand.

### Luigi Bolognese
Nato in una famiglia dove la musica era di “casa”, fin da piccolo ha avuto la possibilità di vivere tra vari strumenti nella casa dei suoi nonni materni, avendo a disposizione un pianoforte, una chitarra, un mandolino e un banjo. Grazie a suo nonno “babbo” Mimì De Santis e a suo zio Antonio De Santis gli nasce una passione per la musica che non lo ha mai più abbandonato. Nel 1974 fonda, insieme a Silvio Teot, Gianni Nardone e Michele Polignieri un gruppo di musica progressive chiamato Murgia con il quale tiene numerosi concerti fino al 1976. Nel 1978, dopo aver conosciuto Maria Moramarco, insieme a Silvio entra a far parte del Canzoniere Altamurano e di li a pochi mesi Maria, Luigi e Silvio formano il gruppo Ballalaico che nel 1991 si è trasformato in gruppo Uaragniaun. Insieme a Maria ha partecipato a numerose trasmissioni Rai e a molte rassegne organizzate da Otello Profazio tra Campania, Calabria e Sicilia. Sia nelle produzioni Uaragniaun sia nei lavori solistici di Maria Moramarco Luigi cura elaborazioni e arrangiamenti di base ispirandosi ai materiali di tradizione. Nel 2000 come direttore artistico su una idea della giornalista Bianca Tragni crea la rassegna FIERI DI FIORE. TAMBORRA FESTIVAL, una rassegna altamurana che ripropone il viaggio sonoro del canto sociale, dall’esperienza dei cantastorie altamurano Michele Tamborra,fino alle espressioni più contaminate della musica popolare.  Nel 2003 grazie all’ illuminante incontro con Carlo Cardinale la rassegna diventa itinerante coinvolgendo svariati comuni dell'Alta Murgia e proprio per questo Luigi gli attribuisce il nome Suoni della Murgia. Nel 2014 grazie all’ incontro con il Parco Nazionale dell'Alta Murgia la rassegna si evolve e diventa Suoni della murgia nel parco. L’idea di SUONI DELLA MURGIA nel Parco è quella di riportare il piede al passo sulle pietre e sui tratturi della Murgia, recuperando quel rapporto ancestrale con la terra, i silenzi, i paesaggi e le voci della natura viva che abbiamo perso con la frenetica modernità. E di farlo unendo natura e musica in un progetto unico nel suo genere in tutto il mezzogiorno d’Italia. La collaborazione con il Parco Nazionale dell'Alta Murgia è durata per quattro anni. Dal 2018 la rassegna è ritornata ad essere itinerante su alcuni comuni del territorio privilegiando location naturalistiche, antiche masserie, e posti suggestivi. La rassegna nata come rassegna di generi è diventata rassegna tra generi musicali. Suoni della Murgia è tra le associazioni che nel 2022 hanno creato la rete nazionale dei festival della world music, l'intento continua ad essere quello di far conoscere musicisti nazionali e stranieri e di sostenere la musica di tradizione. Nella programmazione del 2024 è stata inserita la prima edizione di "Pizzicar de corda" da un'idea del chitarrista Vito Nicola Paradiso. Luigi è direttore artistico da ventiquattro anni, conciliando l'attività di organizzazione e quella di musicista attivo sia nelle proposte Uaragniaun sia nei lavori di Maria Moramarco

## Discografia
- 1990 - Canzoni dell'Alta Murgia (Edizioni Coop. Territorio & Cultura, P.1/31257)
- 1996 - Uailì (Edizioni Piazza – Officina TE 13496)
- 1998 - Octofolium (Edizioni Officina U001)
- 2000 - Skuarrajazz (Dunya Records cd FY 8008)
- 2001 - Fiorita (Edizioni Piazza & Officina, CDP03)
- 2007 - U diavule e l’acqua sante (Felmay fy8128)
- 2009 - Lamalunga Live (Edizioni Piazza Altamura & Officina CDP07)
- 2012 - Malacarn (Suoni della Murgia SDM001)
- 2013 - Cantàn (Suoni della Murgia SDM002)
- 2015 - Primitivo (Suoni della Murgia SDM003)
- 2017 - Sipario (Edizioni Suoni della Murgia SDM005)
- 2018 - Perché sono Marxista (Edizioni Suoni della Murgia SDM006)
- 2018 - Cillacilla  - album pubblicato a nome di Maria Moramarco ma che vede impegnati tutti i componenti del gruppo Uaragniaun e altri ospiti - (Megasound Edizioni Suoni della Murgia SDM007)
- 2021 - Stella Ariènte - album pubblicato a nome di Maria Moramarco; impegnati i componenti storici Uaragniaun e altri musicisti) - (Visage Music)

## Presente nelle compilation
- 1997 - Atlante di musica tradizionale Italia 2 (Robi Droli)
- 2000 - Ninnanni (EDT – WM016)
- 2000 - Geo World (BMG France)
- 2000 - The Rough Guide To The Music Of Italy (World Music Network)
- 2001 - Popularia, Raccolta 2000 (Città di Manduria 2001)
- 2001 - 1799-1999 Giacobini & Sanfedisti (Piazza Edizioni)
- 2003 - Folk geneticamente modificato (libro + CD) (Stampa Alternativa ISBN 88-7226-767-6)
- 2005 - Soffi d’ancia (RadiciMusic Records)
- 2007 - Tribù Italiche Puglia (World Music Magazine EDT)
- 2007 - In Terra Zapatista (Radio Onda D’Urto)
- 2008 - Bar Italia: Classic and New Italian Flavours (Nascente)
- 2011 - Atlante di Musica Tradizionale Italia 4 (Felmay)
- 2013 - World Music from Puglia 2013 (Puglia Sounds)
- 2017 - Affetti Sonori  (Libro+CD, Associazione Culturale Mantice)

## Libri
- 2002 - Trent'anni suonati di Silvio Teot (Piazza Edizioni)
- 2007 - Paràule di Maria Moramarco (Piazza Edizioni)
- 2010 - A furor di popolo di Silvio Teot (Piazza Edizioni)
- 2025 - Chitaridd, il bandito di Matera di Silvio Teot (Piazza Edizioni, ISBN 979-12-210-9204-2)

## Formazione

### Originaria
- Maria Moramarco, voce
- Luigi Bolognese, chitarra, bouzouki
- Silvio Teot, tamburello, tammorra, flauti, percussioni etniche, drum set
- Gianni Calia sax soprano
- Nico Berardi, zampogna, charango, flauti
- Filippo Giordano, violino
- Pino Colonna, flauto, ciaramella

### Formazione dal 2018 al 2020
- Maria Moramarco, voce, chitarra
- Luigi Bolognese, chitarra, bouzouki, mandoloncello
- Silvio Teot, tamburello, tammorra, flauti, percussioni etniche, drum set
- Filippo Giordano, violino
- Pino Colonna flauti, ciaramella, sax
- Nanni Teot, tromba, flicorno
- Erika Maiullari, violoncello
- Michele Bolognese, mandolino, tamburello

### Formazione dal 2020 al 2023
- Maria Moramarco, voce, chitarra
- Luigi Bolognese, chitarra, bouzouki, mandoloncello
- Silvio Teot, tamburello, tammorra, flauti, percussioni etniche, drum set
- Filippo Giordano, violino
- Nanni Teot, tromba, flicorno
- Nico Berardi, zampogna, charango, flauti
- Michele Bolognese, mandolino, tamburello